# 얼구이쯔
얼구이쯔(중국어: 二鬼子)는 일본이 중국 대륙을 침략하여 전쟁을 일으켰던 시절 만주에 거주하던 중국인들이 조선인 일본병을 낮잡아 부르던 중국어 욕으로 사용되기도 했다. 

## 개요
일본이 중국 대륙을 침략하여 전쟁을 일으켰던 시절 중국인들은 일본군을 "르번구이쯔"(중국어: "日本鬼子") 또는 "구이쯔빙"(중국어: "鬼子兵")이라고 불렀으며, 일본군으로 복무한 조선인에 대해서 "얼구이쯔"라고 불렀다. 